# وليد الدبس
وليد جميل الدبس ممثل ومخرج مسرحي سوري.

## حياته المهنية
وليد الدبس هو ممثل ومؤلف ومخرج مسرحي حائز على إجازة في الفنون من المعهد العالي للفنون المسرحية في دمشق 1993 .
بدأ العمل بعد تخرجه من المعهد بالمسرح حصراً منذ عام 1993 إلى الآن كممثل ومؤلف مسرحي، في عام 2000 وكانت بدايته في العمل كمخرج مسرحي للمسرح القومي.
يعد الفنان وليد من الذين أثروا مسرح الطفل تأليفا واخراجا وتمثيلاً ألف وأخرج العديد من المسرحيات الخاصة بالطفل ولقد نال جائزة أفضل تأليف مسرحي عن مسرحية «الريشة البيضاء» في مهرجان «عمان الثامن» لمسرح الطفل العربي وقدم عدة مسرحيات أخرى منها «صغيرة الألوان» و«الحرف السادس» و«الزاوية المظلمة»، كما عمل بعض الأعمال السينمائية والتلفزيونية والدوبلاج الرسوم المتحركة في فترة التسعينيات.

## من أعماله

### في المسرح|من تأليفه وإخراجه
- مسرحية الصندوق (خارج سوريا)
- مسرحية نافذه على العنبر (خارج سوريا)
- مسرحية التفاحة الحمراء (خارج سوريا)
- مسرحية الريشة البيضاء (في سوريا)
- مسرحية عربة الملاك (في سوريا)
- مسرحية صغيرة الألوان (في سوريا)
- مسرحية زهرة الياسمين (في سوريا)

### في المسرح|كممثل
- مسرحية السفر برلك من إخراج الدكتور عجاج سليم.
- مسرحية إيزابيل ثلاث مراكب ومشعوذ من إخراج نائلة الأطرش.
- مسرحية في انتظار كودو من إخراج وليد القوتلي.
- مسرحية عشاء عيد ميلاد طويل من إخراج الدكتور سامر عمران.
- مسرحية عين القمر من إخراج وليد القوتلي.
- مسرحية محاولة طيران من إخراج وليد القوتلي.
- مسرحية السترة المخملية من إخراج سامر زرقا.
- مسرحية أبواب وشبابيك من إخراج الدكتور تامر العربيد.
- مسرحية الملك يموت من إخراج كميل أبو صعب.
- مسرحية العنب الحامض من إخراج وليد القوتلي.
- مسرحية بحر الزمن الضائع من إخراج سليمان صيموعه.

### في المسرح الطفل|كممثل
- مسرحية الطائر الناري من إخراج مانويل جيجي.
- مسرحية سندريلا من إخراج الراحل نضال سيجري.
- مسرحية بحيرة البجع من إخراج الراحل نضال سيجري.
- مسرحية رحلة السندباد من إخراج الدكتور تامر العربيد.
- مسرحية الأمير الفقير من إخراج مانويل جيجي.

### المسلسلات
- عدالةجريمة الصحراءفي الذاكرة (1996)
- التحقيق: رأس الخيط(فيلم تلفزيوني)
- جريمة في الذاكرة (2000)
- إخوة التراب
- عدالة الصحراء

### السينما
| فليم     | إخراج       | ملاحظات                                               |
| -------- | ----------- | ----------------------------------------------------- |
| اللجاة   | رياض شيا    | مقتبسة من رواية معراج الموت للكاتب الروائي ممدوح عزام |
| أبو صابر | وليد العاقل | عن رواية الشارب للكاتب سلامة عبيد                     |

### الدوبلاج
| الشخصية      | المسلسل                  | ملاحظات                     |
| ------------ | ------------------------ | --------------------------- |
| (دبداب)      | قنفوذ السريع سونيك       | الجزء الأول                 |
| (أمجد)       | الضربة الصاعقة           |                             |
| (دهشان)      | سلاحف النينجا حول العالم | اسم الأصلي للشخصية:دوناتيلو |
| والد ثابت    | هجوم كابتن ثابت          |                             |
| ادوار متعدده | كابتن ماجد               | الجزء الثالث                |

## روابط خارجية
- وليد الدبس على موقع قاعدة بيانات الأفلام العربية

## وصلات خارجية
لم يتم العثور على روابط لمواقع التواصل الاجتماعي.